# Даду Даял
Даду Даял (также Даду Даяал, хинди दादूदयाल IAST: Dādūdayāl, 1544—1603) — индийский религиозный поэт и гуру реформаторско-мистического движения бхакти в традиции Сант мат. «Даду» означает «брат». Родом из Гуджарата, города Ахмадабада. Происходил из ремесленной касты. Много путешествовал. Своими духовными учителями считал Кабира, Равидаса и Намдева.
В своей поэзии и проповедях Даду Даял выступал за несектантскую преданность (бхакти) единому Богу-Абсолюту, которому люди для собственного удобства дали различные имена (Аллах, Рама и т. д.). Поэтому истинный верующий-бхакта не должен связывать себя с какой-либо конфессией, соблюдая духовный «нейтралитет» («нипакх»). Поэт резко критиковал наблюдаемую им вражду между индуистами и мусульманами, фанатизм, обрядоверие и лицемерие священнослужителей, из-за чего, как еретик, подвергался преследованиям со стороны, как брахманов, так и исламских служителей. В 1585 году в Агре он встречался с могольским императором Акбаром, отличавшимся веротерпимостью, но после беседы о религии отказался от какой-либо царской милости. Также выступал против кастового неравенства (есть только «каста любви», учил он), аскетизма (призывая к внутреннему поклонению), обычая детских браков. Отстаивая истинность всех религий, говорил:

Неверный — это тот, кто лжив и нечист сердцем
Оригинальный текст (хинди)So kāfir jo bolai kāf; dil apna nahim rakhe sāf
В городе Нарайна близ Джайпура (Раджастхан) вокруг него образовалась община последователей Дадупантх (Dadupanth) — «путь Даду», существующая и поныне, именуемая также «Брахма-сампрадая» (не путать с одноимённой классической Брахма-сампрадаей) и классифицируемая в качестве вишнуитской. Одним из его учеников были записаны 5 тысяч двустиший и гимнов-бхаджанов учителя на языке брадж, этот сборник получил название «Даду анубхав вани» (Dadu Anubhav Vani).